# محمدرضا روزبه
محمدرضا روزبه (متولد ۱ دی ۱۳۴۲) شاعر، نویسنده و منتقد ادبی ایرانی و دانشیار گروه ادبیات فارسی دانشگاه لرستان است. او برای سرودن مجموعه شعر از پیله تا پروانگی برندهٔ جایزهٔ قلم زرین شد. روزبه همچنین در دومین، سومین و پانزدهمین دورهٔ جشنوارهٔ شعر فجر به‌عنوان برگزیده معرفی شد.

## زندگی
محمدرضا روزبه دوران کودکی و تحصیلات خود را در بروجرد گذراند و دیپلم ادبیات گرفت. سپس در سال ۱۳۶۲ وارد دانشسرای تربیت معلم شد و پس از طی دورهٔ دو ساله، به معلمی در مناطق دوردست و محروم استان لرستان پرداخت. روزبه در سال ۱۳۶۶ وارد دوره کارشناسی رشته زبان و ادبیات فارسی دانشگاه تهران شد و تحصیلات خود را تا مقطع دکترای زبان و ادبیات فارسی در همان دانشگاه ادامه داد. سرودن شعر را در سال ۱۳۶۰ آغاز کرد. شعرهای وی تا کنون به صورت پراکنده در نشریات کشور، جنگ‌های ادبی و برخی از مجموعه شعرها انتشار یافته است.

## آثار
- تو رفته‌ای یا من؟ (مجموعه شعر)، تهران: فصل پنجم، ۱۴۰۲
- طرح‌ها و ساختارهای تازه و ابتکاری در شعر معاصر ایران، تهران: روزگار، ۱۳۹۹
- پرندهٔ بی‌آسمان (مجموعه شعر)، تهران: آریاشهر، ۱۳۹۹
- از پیله تا پروانگی (مجموعه شعر)، محمدرضا روزبه، تهران: موسسه فرهنگی هنری شهرستان ادب، ۱۳۹۷
- ادبیات معاصر ایران (نثر)، محمدرضا روزبه، تهران: روزگار، ۱۳۸۱
- ادبیات معاصر ایران (شعر)، محمدرضا روزبه، تهران: روزگار، ۱۳۸۱
- زیست در من جمعی، محمدرضا روزبه و حمیدرضا شکارسری، تهران: اردی بهشت جانان، ۱۳۹۰
- حرفهایی برای نگفتن: گزیده شعرها (۱۳۶۸ - ۱۳۷۷)، محمدرضا روزبه، تهران: قو، ۱۳۷۹
- شرح، تحلیل و تفسیر شعر نو فارسی، جلد دوم، محمدرضا روزبه، تهران: حروفیه، ۱۳۸۷
- سیر تحول غزل فارسی از مشروطیت تا انقلاب، محمدرضا روزبه، تهران: روزنه، ۱۳۷۹